# Valentinià II
Valentinià II - (nom en llatí: Flavius Valentinianus, 371-392) fou emperador romà del 375 al 387 i del 388 al 392. Va assolir el tron amb només quatre anys, a causa de la impopularitat del seu germà gran Gracià. Per al govern va haver de dependre d'altres persones: la seva mare, el seu cunyat Teodosi i el secretari Ambrosi, del qual se sospita que el va matar. Va tenir dificultats per imposar-se i, ja en vida, altres que no eren de la seva família li van usurpar el govern, donant-se la situació que en els darrers anys hi havia més d'un emperador reconegut.

## Família
Era fill de Valentinià I i de la seva segona esposa Justina. Tenia un germanastre, fill de la primera esposa del seu pare, anomenat Flavi Gracià. Tenia també tres germanes: Justa, Grata i Gal·la.

## Ascens al tron
El pare havia nomenat coemperador al seu primogènit l'any 375 i el va designar successor. Un any després va anar, acompanyat de la seva esposa i el seu fill menor, a dirigir una campanya militar a la part nord de l'imperi. El 17 de novembre, mentre estava a Breguetio, l'emperador va morir i llavors l'exèrcit va proclamar august (23 de novembre del 375) al fill, de només quatre anys. El motiu d'aquesta reacció era, en part, que el seu germà Flavi Gracià no era un líder carismàtic entre els soldats i,  per altra banda, el nen seria fàcilment manipulable. La mare de Valentinià II, Justina, va exercir la regència. A Gracià, de 17 anys se li va dir que no perdia l'estatus, ja que seria coemperador amb el seu germà; va conservar les províncies occidentals de les diòcesis d'Hispània, Britànnia i les Gàl·lies. Les províncies de les diòcesis d'Itàlia, Il·líria (o les Pannònies) i Àfrica, van quedar sota el govern de Valentinià II, acompanyat de la seva mare. Va fixar la seva residència a Milà, on Gracià de fet va exercir bona part del poder a causa del fet que Justina era arriana i s'oposava al bisbe Ambròs de Milà, que era qui més poder de fet tenia.

## Mort del seu germà
El 379, va morir el seu oncle Valent, al qual el seu pare havia atorgat el govern de les províncies d'orient. Gracià va cedir part de l'Illyricum a l'orient on va nomenar emperador a Teodosi, un militar. Poc després, Gracià fou assassinat en una rebel·lió el 383, i els seus territoris en lloc de recuperar-los Valentinià, van passar a Arcadi, el fill gran de Teodosi.
Revoltat Magne Màxim a Britànnia, havia derrotat a Gracià a Lutècia (Gracià va morir a Lugdúnum el 383) i es va apoderar de la seva part de l'Imperi Romà. Valentinià II i Teodosi el Gran el van reconèixer com august, però li van exigir a canvi que respectés els dominis del primer. Valentinià va nomenar Simmac com a prefecte de Roma (probablement al final del 383). Romania a Milà a la primera meitat del 386 i després va anar a residir a Aquileia.
El 386 era prefecte de Roma Sal·lusti, al qual Valentinià va ordenar restaurar l'església de Sant Pau prop de Roma, a la via cap a Òstia. L'església fou restaurada però el compliment de l'orde es va demorar considerablement per l'oposició dels qui estaven en contra d'ell per ser arrià.

## Exili a Constantinoble
Aprofitant el descontentament creat per les decisions favorables als arrians del jove emperador, a instàncies de la seva mare, Magne Màxim va travessar els Alps l'agost del 387 i avançant per la vall del Po va arribar fins a Milà. L'emperador i la seva mare van fugir cap a la mar Adriàtica on van agafar un vaixell que els va portar a Tessalònica i es van refugiar a Constantinoble amb Teodosi I el Gran. Gal·la, germana de Valentinià i dona de Teodosi, va incitar llavors al seu marit a restaurar al sobirà deposat.

## Retorn amb Arbogast
L'Emperador d'Orient va envair els dominis de Màxim l'estiu del 388, i el va derrotar en la batalla del Sava, prop d'Emona. Màxim es va retirar a Aquileia on va rendir-se i va demanar el perdó però fou executat per ordre de Teodosi el 28 d'agost del 388. Tot seguit va restaurar formalment a Valentinià i el va deixar sota la custòdia del franc Arbogast, en substitució de l'acció com a regent de la seva mare, Justina). Arbogast va portar el títol de mestre dels soldats i va ser el ministre principal de Valentinià II. Aquest atorgava els càrrecs als magnats romans mentre Arbogast, que tenia el suport de l'exèrcit, afavoria els bàrbars sovint pagans com ell.
Després va anar a la frontera del Rin per fer una campanya contra els francs; en aquest temps Arbogast fou nomenat comandant de les forces romanes a la Gàl·lia succeint a Bauton. Valentinià va tenir una entrevista amb els caps francs Marcomir i Sunnon, els quals van lliurar ostatges.
L'hivern del 388 al 389 el va passar a Trèveris on va datar una llei el 8 de novembre.
El 391 el cònsol Quint Aureli Simmac (el seu col·lega es deia Tatià) va encapçalar una delegació del senat que demanava la restauració dels privilegis que Gracià havia arrabassat als temples pagans; l'emperador va refusar. Arbogast va rebutjar aquesta petició. Valentinià va encomanar a l'apologista cristià Prudenci, la redacció d'un escrit que expliqués perquè es rebutjaven les propostes de Simmanc.
En aquest temps grups de bàrbars operaven a la zona dels Alps Il·liris i Valentinià va voler tornar a la península Itàlica, concretament a Milà, i quan era a Viena del Delfinat va enviar a buscar al bisbe Ambròs de Milà per batejar-lo perquè fins llavors només era un catecumen. Llavors va destituir Arbogast, el qual va rebutjar al seu torn la destitució, al·legant que no havia rebut la seva investidura, dignitat i honors de Valentinià, i poc després se suposa que va ordenar matar l'emperador (15 de maig del 392), mentre feia circular el rumor que s'havia suïcidat. Valentinià fou trobat penjat a la seva residència a Viena del Delfinat. A Valentinià II li faltava poc per tenir vint anys.

## Caos de poder
Tot i que va tenir el títol d'emperador fins al dia de la seva mort l'any 392, el jove emperador no va saber-se imposar i Flavi Víctor, fill de Magne Màxim, s'havia autoproclamat emperador en alguns territoris de l'oest uns anys enrere. A la mort d'aquest es va autoproclamar, l'antic governador Eugeni. Teodosi, malgrat les peticions de Gal·la, va haver d'assumir de moment els fets consumats. Sant Ambròs, durant els funerals de l'emperador, va fer una velada acusació contra Arbogast, però essent part interessada cal prendre amb cura el seu testimoni. Justa i Grata, les seves germanes fadrines, el van plorar igual com la seva germana casada Gal·la; la seva mare Justina ja havia mort abans i Gal·la la va seguir poc després, morint de part el 394.